# Jon Fitch
Jonathan Parker Fitch (ur. 24 lutego 1978 w Fort Wayne) – amerykański zawodnik mieszanych sztuk walki (MMA), wieloletni zawodnik UFC, mistrz World Series of Fighting w wadze
półśredniej z 2016. Czarny pas w brazylijskim jiu-jitsu. Od marca 2018 zawodnik Bellator MMA

## Kariera MMA
W MMA zadebiutował 13 lipca 2002 przegrywając z Mikiem Pylem przez poddanie. 14 listopada 2003 na amerykańskiej gali Shooto pokonał Shoniego Cartera. 17 grudnia 2004 wygrał szesnastoosobowy turniej w meksykańskim Ciudad Juárez. W 2005 związał się z UFC, a w debiucie 3 października tego samego roku wypunktował Brocka Larsona.

### Ultimate Fighting Championship
Od swojego debiutu w UFC, aż do 2008 roku był niepokonany w ośmiu pojedynkach. Pokonywał w tym czasie m.in. Josha Burkmana (UFC FN 4), Thiago Alvesa (UFC FN 5) czy Diego Sancheza (UFC 76). W związku ze świetną passą, stał się pierwszym pretendentem do pasa mistrzowskiego wagi półśredniej który był ówcześnie w posiadaniu Kanadyjczyka Georges’a St-Pierre’a.
9 sierpnia 2008 na gali UFC 87 doszło do zaplanowanego starcia St-Pierre vs. Fitch. Amerykanin jednak nie sprostał mistrzowi i wysoko przegrał na punkty (50–44, 50–43, 50–44).
W kolejnych latach zwyciężał takich zawodników jak Akihiro Gōno czy ponownie Alves oraz zanotował remis z byłym dwukrotnym mistrzem UFC B.J. Pennem. Mimo dobrych wyników (od porażki z St-Pierre’em 5 zwycięstw i 1 remis) nie otrzymał kolejnej szansy walki o tytuł. Prezydent UFC Dana White argumentował to tym, iż Fitch powinien zdecydowanie pokonać Penna (ówcześnie walczącego kategorię niżej) oraz że nie daje emocjonujących pojedynków.
Lata 2011–2013 przyniosły szybką porażkę przez nokaut z Johnym Hendricksem, wygraną na punkty z Brazylijczykiem Erickiem Silvą i przegraną z mistrzem świata w brazylijskim jiu-jitsu Demianem Maią. Po przegranej z tym ostatnim Fitch nieoczekiwanie został zwolniony z UFC.

### World Series of Fighting
Po zwolnieniu znalazł zatrudnienie w założonej przez byłego kickboksera Raya Sefo World Series of Fighting. W pierwszym pojedynku w nowej organizacji przegrał w rewanżowym starciu z Joshem Burkmanem przez poddanie (duszenie gilotynowe) w 1. rundzie. Następnie wygrał dwa pojedynki, w swoim stylu dominując rywali zapaśniczo, za co otrzymał szansę stoczenia walki o mistrzostwo WSOF wagi półśredniej z Brazylijczykiem Rousimarem Palharesem. Fitch przegrał równie szybko co z Burkmanem w 1. rundzie, przez dźwignię na kolano.
17 października 2015 wygrał z faworyzowanym Japończykiem Yūshinem Okamim, po czym kolejny raz otrzymał szansę walki o zwakowane mistrzostwo wagi półśredniej (w sierpniu tego samego roku Palhares został zawieszony za niesportowe zachowanie i odebrano mu pas). Nominalnie w walce o pas miał się zmierzyć z byłym mistrzem Strikeforce Jakiem Shieldsem, lecz ten, w związku z zawirowaniami kontraktowymi opuścił organizację, a jego miejsce zajął finalista turnieju WSOF wagi lekkiej z 2015 Brazylijczyk João Zeferino. 2 kwietnia 2016 na WSOF 30 Fitch pokonał na punkty po 5. rundowym starciu Zeferino i został mistrzem wagi półśredniej. 31 grudnia 2016 podczas sylwestrowej gali WSOF 34 zmierzył się w zaległej walce z Jakiem Shieldsem który wcześniej doszedł do porozumienia z organizacją, podpisując z nią nowy kontrakt. Fitch ostatecznie pokonał Shieldsa jednogłośnie na punkty, broniąc tym samym mistrzostwo WSOF.

### Bellator MMA
1 marca 2018 podpisał kontrakt z Bellator MMA, natomiast pierwszy swój pojedynek dla organizacji stoczył 12 maja 2018 pokonując na punkty Brytyjczyka Paula Daleya.

## Osiągnięcia
Mieszane sztuki walki:
- 2002: Extreme Challenge 48 – 1. miejsce w turnieju w kat. -86 kg
- 2004: MMA Mexico – 1. miejsce w turnieju wagi półśredniej
- 2016–2017: mistrz World Series of Fighting w wadze półśredniej

Zapasy:
- NCAA Division I
- 1996: Indiana High School – drużynowy złoty medalista
- 1997: Indiana High School – 3. miejsce w kat. seniorów
- 2002: kapitan akademickiej drużyny Purdue Wrestling Team

Grappling:
- 2004: Pain Inc Grappling Tournament – 1. miejsce[11]